# Morti nel 1189
| Questa pagina contiene informazioni ricavate automaticamente dalle voci biografiche con l'ausilio del template Bio e di un bot. L'aggiornamento è periodico e automatico e ricostruisce completamente la pagina. Se manca una persona in questa lista, sei pregato di non aggiungerla, ma accertati piuttosto che la sua voce biografica contenga il template Bio e che i dati anagrafici siano correttamente compilati. Se il template Bio manca, inseriscilo tu stesso o, in alternativa, metti l'avviso {{tmp\|Bio}} che ne segnala la mancanza. Se i dati riportati sono sbagliati, correggi direttamente la voce biografica; le modifiche saranno visibili in questa lista entro pochi giorni. Per chiarimenti vedi il progetto biografie. La lista contiene solo le 21 persone che sono citate nell'enciclopedia e per le quali è stato implementato correttamente il template Bio. Pagina aggiornata al 18 ago 2025. |

- 4 febbraio - Gilberto di Sempringham, presbitero, religioso e santo inglese
- 4 marzo - Umberto III di Savoia, conte (n. 1136)
- 25 marzo - Federico di Boemia, re boemo
- 24 aprile - Alessio, cardinale italiano
- 15 giugno - Minamoto no Yoshitsune, militare giapponese (n. 1159)
- 15 giugno - Saitō Musashibō Benkei, monaco buddhista e militare giapponese (n. 1155)
- 28 giugno - Matilde d'Inghilterra, duchessa (n. 1156)
- 6 luglio - Enrico II d'Inghilterra, re (n. 1133)
- 29 luglio - Maud di Gloucester, nobile britannica
- 18 agosto - Ottone VII di Baviera, nobile tedesco
- 4 ottobre - Gérard de Ridefort, cavaliere medievale fiammingo
- 14 ottobre - Fujiwara no Yasuhira, militare giapponese (n. 1155)
- 18 novembre - Guglielmo II di Sicilia, re (n. 1153)
- Avertino di Tours, religioso e santo francese
- Romano Bobone, cardinale italiano
- Engelberto I di Berg, nobile tedesco
- Gautier d'Arras, poeta e scrittore francese (n. 1135)
- Marco III di Alessandria, vescovo cristiano orientale egiziano
- Oleg Jaroslavič, nobile russo
- Pietro da Pavia, cardinale italiano
- Richard de Morville, nobile normanno